# Derwiş
Derwiş (Derwisz) – piaszczysty półwysep u wschodnich wybrzeży Morza Kaspijskiego, w Turkmenistanie; dawniej oddzielna wyspa. Stanowi południowo-zachodnie przedłużenie półwyspu Çeleken i ogranicza od północnego zachodu wody Zatoki Turkmeńskiej. Zakończony wąską mierzeją. We wschodniej części półwyspu znajduje się przylądek Alaja, na którym mieści się port o tej samej nazwie.